# Telekom Austria
Telekom Austria eller A1 Telekom Austria Group er en østrigsk telekommunikationsvirksomhed. Virksomheden udbyder fastnet, bredbånd, mobiltelefoni, multimedier, data, it-systemer, engroshandel og mobile betalingsløsninger. I 2014 opkøbte mexikanske América Móvil 51 % af virksomheden, mens Österreichische Beteiligungs AG ejer 28 %, de resterende 21 % er fri markedskapital på Wiener Börse. Der drives datterselskaber i syv lande under A1-mærket: Østrig, Belarus, Bulgarien, Kroatien, Nordmakedonien, Serbien og Slovenien. Det er den største telekommunikationsvirksomhed i Østrig, hvor der gøres forretninger gennem datterselskabet A1 Telekom Austria. I 2021 var omsætningen på 4,75 mia euro, der var 18.000 ansatte og 26 mio. kunder.

## Historie
Telekom Austria's historie begyndte ved det statsejede K.K Post- und Telegraphenverwaltung (PTV), som blev etableret i 1887, da al telefoni og post blev overtaget af staten.
I 1996 blev PTV omstruktureret som et statsejet aktieselskab Post-und Telekom Austria AG (PTA AG). I 1998 blev selskabet delt i to og telefonidelen blev til Telekom Austria.